# Cydistomyia mouchai
Cydistomyia mouchai är en tvåvingeart som beskrevs av Philip 1970. Cydistomyia mouchai ingår i släktet Cydistomyia och familjen bromsar.
Artens utbredningsområde är Nepal. Inga underarter finns listade i Catalogue of Life.